# Bảo quản viên Wikipedia

Biểu tượng thường đại diện cho bảo quản viên trên Wikipedia

Trên Wikipedia, những người dùng đáng tin cậy có thể được bổ nhiệm làm bảo quản viên (còn gọi là admin, sysop hoặc janitor),:327 sau khi yêu cầu cấp quyền quản trị thành công. Hiện tại, có 15 bảo quản viên trên Wikipedia tiếng Việt. Bảo quản viên có các đặc quyền kỹ thuật bổ sung so với những biên tập viên khác, chẳng hạn như có thể khóa và xóa trang cũng như có thể cấm người dùng sửa đổi trang.
Trên Wikipedia, trở thành bảo quản viên thường gọi là "được trao [hoặc đảm nhận] công việc lau dọn", một thuật ngữ cũng từng được sử dụng ở những nơi khác. Năm 2006, tờ The New York Times đưa tin rằng các bảo quản viên Wikipedia khá "đa dạng về mặt địa lý"; lúc đó Wikipedia có khoảng 1,000 bảo quản viên. Tháng 7 năm 2012, có một thông tin được chia sẻ rộng rãi rằng Wikipedia đang "hết bảo quản viên", bởi vì trong năm 2005 và 2006, thường có 40 đến 50 người được bổ nhiệm làm bảo quản viên mỗi tháng, nhưng trong nửa đầu năm 2012, tổng cộng chỉ có 9 người được bổ nhiệm.
Tuy vậy, nhà đồng sáng lập Wikipedia Jimmy Wales phủ nhận rằng đây là một cuộc khủng hoảng hay Wikipedia sắp hết bảo quản viên, nói rằng, "Số lượng bảo quản viên đã ổn định trong khoảng hai năm, thực ra không có gì xảy ra cả". Wales trước đó (trong một tin nhắn gửi đến danh sách gửi thư Wikipedia tiếng Anh vào ngày 11 tháng 2 năm 2003) từng tuyên bố rằng việc trở thành bảo quản viên "không phải là việc gì to tát" và rằng "việc đặc quyền của bảo quản viên không được trao cho tất cả thành viên chỉ là vấn đề kĩ thuật không hơn không kém".
Trong cuốn sách có nhan đề Wikipedia: The Missing Manual ra mắt năm 2008, John Broughton nói rằng, trong khi nhiều người coi bảo quản viên trên Wikipedia là thẩm phán, đây không phải là mục đích của vai trò này. Thay vào đó, như lời ông nói thì bảo quản viên thường "xóa trang" và "khóa các trang đang bị bút chiến". Bảo quản viên Wikipedia không phải là nhân viên hay đại diện của Wikimedia Foundation.

## Yêu cầu cấp quyền
Mặc dù những bảo quản viên đầu tiên của Wikipedia được Jimmy Wales bổ nhiệm vào tháng 10 năm 2001, các đặc quyền của bảo quản viên trên Wikipedia hiện được cấp thông qua một quy trình được gọi là "yêu cầu cấp quyền bảo quản viên" (RfA). Bất kỳ biên tập viên đã đăng ký nào cũng có thể tự ứng cử hoặc đề nghị biên tập viên khác đề cử mình. Quá trình này được mô tả là "giống như đưa ai đó đi điều trần ở Tòa án Tối cao" theo lời Andrew Lih, một nhà khoa học và giáo sư, bản thân cũng là bảo quản viên của Wikipedia tiếng Anh. Lih cũng nói, "Bây giờ thì nó chẳng khác gì một nghi thức ma cũ bắt nạt ma mới", trái ngược với cách thức hoạt động của quy trình này trong thời kỳ đầu của lịch sử Wikipedia, khi một người chỉ cần "chứng minh rằng bạn không phải là một kẻ ngốc" là đã đủ điều kiện trở thành bảo quản viên.
Việc ứng cử cho vai trò này thường chỉ được cân nhắc sau khi biên tập viên đã "làm việc tích cực trên wiki". Mặc dù bất kỳ biên tập viên nào cũng có thể bỏ phiếu trong RfA, nhưng kết quả không được quyết định bởi đa số phiếu bầu, mà dựa trên việc liệu có đạt được sự đồng thuận rằng ứng cử viên sẽ trở thành một bảo quản viên tốt hay không, một quyết định chỉ có thể do hành chính viên, biên tập viên Wikipedia đưa ra vốn cũng được cộng đồng chỉ định thông qua quy trình "yêu cầu cấp quyền", mặc dù quy trình này đối với họ nghiêm ngặt hơn nhiều so với bảo quản viên. Điều này có thể đã được thực hiện do RfAs thu hút mức độ chú ý ngày càng tăng: Stvilia et al. trích dẫn rằng "Trước giữa năm 2005, RfA thường không thu hút nhiều sự chú ý. Kể từ đó, việc RfA thu hút một số lượng lớn các nhóm RfA ủng hộ lẫn nhau đã trở nên khá phổ biến", với số phiếu bầu kỷ lục trong một RfA tính đến tháng 5 năm 2022 là 468: biên tập viên Tamzin nhận được 340 phiếu thuận và 116 phiếu chống, một phần do tranh cãi về việc ứng viên này chỉ trích những người ủng hộ Donald Trump.

## Vai trò bảo quản viên
Sau khi được cấp đặc quyền bảo quản viên, người dùng có quyền tiếp cận các chức năng bổ sung để thực hiện một số tác vụ nhất định. Những tác vụ này bao gồm "dọn dẹp đống bừa bộn", xóa các bài viết được cho là không phù hợp, khóa các trang (hạn chế quyền sửa đổi đối với trang đó),:66 và cấm tài khoản của những người dùng gây rối. Việc cấm người dùng phải được thực hiện theo chính sách của Wikipedia và phải nêu rõ lý do cấm, để rồi lý do này sẽ được phần mềm ghi lại vĩnh viễn.:401:120 Việc sử dụng đặc quyền này để "đạt được lợi thế trong quá trình sửa đổi" là không được phép.

## Nghiên cứu khoa học
Một bài báo khoa học năm 2013 của các nhà nghiên cứu từ Virginia Tech và Viện Bách khoa Rensselaer đã phát hiện ra rằng sau khi các biên tập viên được thăng cấp lên vị trí bảo quản viên, họ thường tập trung nhiều hơn vào những bài viết về các chủ đề gây tranh cãi so với trước đây. Giới nghiên cứu cũng đề xuất một phương pháp thay thế để chọn bảo quản viên mà qua đó phiếu bầu của những biên tập viên có kinh nghiệm được coi trọng hơn. Một bài báo khác từng đem ra trình bày tại Hội nghị về Yếu tố Con người trong Hệ thống Máy tính năm 2008 đã phân tích dữ liệu từ tất cả 1.551 yêu cầu cấp quyền bảo quản viên từ tháng 1 năm 2006 đến tháng 10 năm 2007, với mục tiêu xác định (nếu có) tiêu chí nào được đề xuất trong Hướng dẫn yêu cầu cấp quyền bảo quản viên của Wikipedia là yếu tố dự đoán tốt nhất về việc liệu người dùng được đề cập có thực sự trở thành bảo quản viên hay không. Tháng 12 năm 2013, một nghiên cứu tương tự đã được giới nghiên cứu đến từ Viện Công nghệ Thông tin Ba Lan-Nhật Bản xuất bản ở Warszawa, nhằm lập mô hình kết quả của các yêu cầu cấp quyền bảo quản viên trên Wikipedia tiếng Ba Lan bằng cách sử dụng một mô hình bắt nguồn từ lịch sử sửa đổi của Wikipedia. Họ nhận thấy rằng họ có thể "phân loại các phiếu bầu trong quy trình RfA bằng cách sử dụng mô hình này với mức độ chính xác đủ để giới thiệu các ứng cử viên".